# Pyramide de la Lune
La pyramide de la Lune est une pyramide précolombienne du site archéologique de Teotihuacán, au Mexique, dont elle est le second plus grand édifice après la pyramide du Soleil. Elle se situe au nord de l'allée des Morts et mesure 46 mètres de haut.

## Architecture

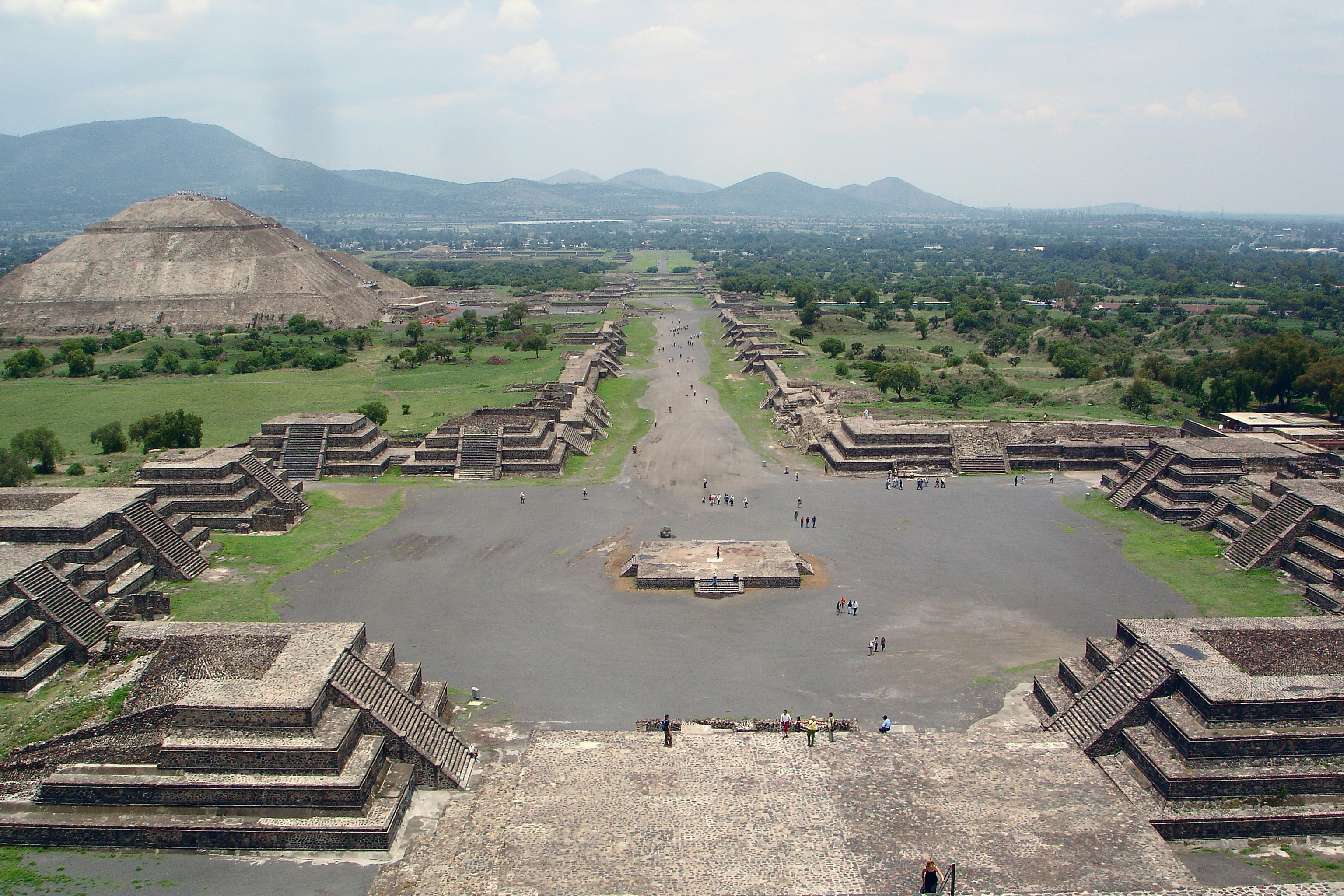
Vue depuis la pyramide de la Lune : au fond à gauche, la pyramide du Soleil, et à l'extrême-droite, le palais de Quetzalpapalotl.

Les fouilles menées en 1998 ont permis de vérifier que, contrairement à la pyramide du Soleil et à l'instar de nombreuses autres pyramides 
mésoaméricaines, elle est le résultat de la superposition de plusieurs monuments : les archéologues ont dénombré pas moins de sept phases de construction.
La première pyramide construite à cet endroit était un édifice modeste de forme carrée mesurant 23,5 m à la base. On n'en connaît pas la hauteur. Les phases 2 et 3 ne représentent que de petits agrandissements. L'édifice 4 représente une modification spectaculaire : il est neuf fois plus grand au sol que l'édifice 1. Il mesure environ 89 m à la base. Les tessons de céramique retrouvés dans le remblai du bâtiment situent sa construction à la phase Miccaotli, tandis des échantillons datés au carbone 14 fournissent une date de 250 ± 50 ap. J.-C. Avec l'édifice 5, la pyramide est pour la première fois dotée d'un avant-corps (adosada en espagnol) et sa longueur nord-sud atteint 104 m. Son sommet bien conservé ne présente aucune trace de temple. L'édifice 6, construit vers 300 ± 50 ap. J.-C., devait avoir à peu près les mêmes dimensions que l'édifice 7, construit vers 400 ap. J.-C., celui que nous pouvons contempler de nos jours.

## Fouilles
En creusant des tunnels dans la pyramide, les archéologues Saburo Sugiyama et Rubén Cabrera Castro ont découvert une tombe correspondant à la quatrième phase. Elle contenait le corps d'un individu probablement sacrifié accompagné d'un dépôt d'offrandes : objets divers en jade, obsidienne, pyrite ainsi que des restes d'animaux, notamment des pumas et un loup qui auraient été enterrés vivants. Quatre autres individus auraient été sacrifiés lors de cinquième phase : la position de leurs mains semble indiquer qu'elles auraient été liées dans le dos.

## Symbolisme
Esther Pasztory a émis l'hypothèse que la pyramide du Soleil était dédiée à la « Grande déesse » de Teotihuacan, tandis que la pyramide de la Lune aurait été dédiée au « Dieu de l'Orage », mais reconnaît volontiers que ce pourrait être l'inverse, ou même ni l'un ni l'autre.